# Dorothy Parke
Pour les articles homonymes, voir Parke.
Dorothy Parke (29 juillet 1904 — 5 février 1990) est une compositrice et professeur de musique nord-irlandaise, connue pour ses œuvres pour enfants.

## Biographie
Dorothy est née dans le Comté de Londonderry, Irlande du Nord. Elle étudia le piano avec Ambrose Coviello et la composition avec Paul Corder (en) à la Royal Academy of Music à Londres . Après avoir terminé ses études, elle s'installa à Belfast et se maria avec Douglas Brown, musicien et enseignant. Entre 1930 et 1960 Parke enseigna la musique à Belfast et travailla comme compositrice. Elle eut parmi ses élèves Norma Burrowes (en) et Derek Bell.
Elle meurt à Portrush, Comté d'Antrim,.

## Œuvres
Parke composa des chants, des pièces pour piano et de la musique chorale et vocale.
- St. Columba's Poem on Derry, chant
- A Song of Good Courage, chant
- The House and The Road, chant
- The Road to Ballydare, chant
- To The Sailors, chant
- Like A Snowy Field (1951) choral miniature
- Wynkyn, Blynkyn and Nod (1949) choral miniature[4]